# 小さな水浴者
『小さな水浴者』（ちいさなすいよくしゃ、仏: La petite baigneuse）は、ロシアのエルミタージュ美術館に所蔵されているフランスの画家トマ・クチュールの絵画。
絵画は、布を被された石の上に腰かけている約10歳の裸の少女を描いている。少女の隣には、赤いリボンとリンゴに加え、金色のペクトラル・クロスが置かれている。リンゴは禁断の果実を象徴しており、堕落の象徴だが、信仰の象徴である十字架と相反する要素となっている。十字架の真下にある石には、画家のイニシャルと日付（T.C. 1849）が記されている。
この絵は1849年に描かれ、1850年代後半にはロシアの美術収集家ニコライ・アレクサンドロヴィチ・クシェレブ・ベズボロドコが所有した。所有者が死去した後、クシェレブ・ベズボロドコの全ての所蔵品と同じように、絵画はロシア帝国美術アカデミー美術館に移され、クシェレブ展示会場の展示品の一つとなった。1868年の展示目録では『森の中の少女』という名前で掲載された（『林の中の少女』、『少女の習作』、『庭の中の少女』とも呼ばれていた）。その後、1922年にエルミタージュ美術館に移された。
西洋ヨーロッパ美術部門の研究者で、美術批評家のアリベルト・コステネーヴィッチは、20世紀初頭にクチュールの作品を評価し、19番目のフランス美術に関する評論で次のように書いている。